# Jacek Najgrakowski
Jacek Najgrakowski (ur. 2 czerwca 1929, zm. 3 czerwca 2002) – polski architekt i urbanista.

## Życiorys
Ukończył Wydział Architektury Szkoły Inżynierskiej w Poznaniu (1953) oraz taki sam wydział na Politechnice Wrocławskiej (1955). Do 1964 pracował w Miastoprojekcie Poznań. Od 1964 do 1969 był członkiem rady narodowej łódzkiej dzielnicy Śródmieście, a następnie pracował w Inwestprojekcie Łódź (1969–1970), Inwestprojekcie Poznań (1971), a od 1971 w WPPU w Poznaniu. Został pochowany na Cmentarzu Junikowo w Poznaniu.

## Dzieła
- odbudowa kamienic poznańskiego Starego Miasta po zniszczeniach z czasów II wojny światowej (współpraca z Witoldem Milewskim i Henrykiem Marcinkowskim)
- dom kultury w Dobrej
- ośrodek zdrowia w Święciechowej
- przychodnie w: Kleczewie, Kostrzynie, Turku, Jastrowiu i Śmiglu
- dobudówka do gmachu pocztowego przy dworcu zachodnim w Poznaniu (lata 80. XX wieku, wraz z Danutą Kopczyńską-Rut i Januszem Dubickim[4])
- opracowania architektoniczno-urbanistyczne:
  - plac przed dworcem Łódź Fabryczna
  - plany szczegółowe osiedli w: Pleszewie, Jarocinie, Witaszycach i Gostyniu
  - plan ogólny miasta Turek[2]